# グルート
グルート（Groot）は、マーベルコミックスが出版するコミック作品に登場するキャラクターである。スタン・リー、ジャック・カービー、ディック・エアーズにより創造されたこのキャラクターは『テイルズ・トゥ・アストニッシュ』第13号（1960年11月）で初登場した。知性を持った木であるこの地球外生命体のキャラクターは、初登場時は実験用に地球人を捕獲するために現れた。
2006年のクロスオーバーストーリー「アナイアレーション: コンクエスト」からはヒーローとして描かれるようになり、その後は『ガーディアンズ・オブ・ザ・ギャラクシー』誌で同名チームの一員となった。 グルートはテレビアニメやテレビゲーム、実写映画といった他メディアにも登場する。

## 出版上の歴史
グルートは『テイルズ・トゥ・アストニッシュ』第13号（1960年11月）で初登場し、スタン・リー、ジャック・カービー、ディック・エアーズにより創造された。再登場は16年後の『インクレディブル・ハルク』アニュアル誌第5号（1976年11月）であり、1950年代末から1960年代初頭にかけてマーベルのホラーコミックに登場した他のモンスターと共演した。さらにその21年後には『センセーショナル・スパイダーマン』第-1号（1997年7月）で若いピーター・パーカーが見た悪夢の中に登場した。
2006年には全6号のリミテッドシリーズ『Nick Fury's Howling Commandos』で再登場した。さらにその後、『アナイアレーション: コンクエスト』、『アナイアレーション: コンクエスト - スター・ロード』への登場後、オンゴーイング誌『ガーディアンズ・オブ・ザ・ギャラクシー』で同名チームのメンバーとなり、2010年に第25号で終了するまでレギュラーを務めた。その後はリミテッドシリーズ『ザ・サノス・インペラティブ』、さらにロケット・ラクーンと共に『アニヒレーターズ』第1-4号（2011年3月 - 6月）、『アニヒレーターズ: アースフォール』第1-4号（2011年9月 - 12月）に登場した。
グルートはガーディアンズのメンバーとして『アベンジャーズ・アッセンブル』第6-8号に登場した。さらにマーベルNOW!の一環でリランチされた『ガーディアンズ・オブ・ギャラクシー』第3期でも登場している。

## キャラクターのバイオグラフィ
グルートは人間を捕獲して研究するために地球へやって来た地球外植物モンスターであった。しかしながら彼はレスリー・エヴァンスが使うシロアリに敗れた。
ゼムヌはハルクと戦わせるためにグルートを複製したが、ハルクによって破壊された。
彼は後にS.H.I.E.L.D.に捕獲され、パラノーマル・コンテインメント・ユニットで使われた。

### ガーディアンズ・オブ・ザ・ギャラクシー
グルートはアナイアレーション・コンクエストに参加するが、その際に彼は種族の最後の1人であり、クリーによって捕まっていた。彼はスター・ロードによって解放され、彼の言葉を理解する能力を持つロケット・ラクーンと組んだ。グルートは仲間を逃がす時間を稼ぐために命を落としたかに思われたが、枝の一部が残っていたことにより再生し、バベル・スパイアの攻撃に参加した。スパイアに爆破物を設置する作戦が失敗した際にグルートは急成長して巨大化し、建物内部の大部分を占有した。グルートは自らに火をつけてスパイアを破壊した。グルートの断片はロケット・ラクーンにより回収され、彼は再成長することができた。その後彼は新結成されたガーディアンズ・オブ・ザ・ギャラクシーへ参加した。

## パワーと能力
グルートは木を食べ物として取り込み、それによって自分自身を再構築し、力を増強する能力を持っている。木をコントロールして攻撃に使い、また火に抵抗することができる。また急激に成長し、質量を増やすことができるが、その際に移動力が低下する。
再生能力も優れており、殺害されても小枝が残っていれば再成長して復活することができる。
グルートは古代から続くエリートの家系であり、高水準の教育を受けている。また工学の知識も備えている。
ブラックボルトの兄弟であるマキシマス・ザ・マッドによると、グルートが唯一発する台詞である「I am Groot!」は実際には様々な意味を持っている。長期間に渡ってグルートと過ごした人物は徐々にその意味を解することができるようになり、完璧に会話できるようになる。

## コレクテッド・エディション
| タイトル                                        | 収録内容 | 発行日    | ISBN                   |
| ----------------------------------------------- | --- | --------- | ---------------------- |
| Rocket Raccoon & Groot: The Complete Collection | Tales to Astonish #13, Marvel Preview #7, Incredible Hulk #271, Rocket Raccoon #1-4, Annihilators #1-4, and Annihilators: Earthfall #1-4 | 2013年4月 | ISBN 978-0-7851-6713-6 |

## MCU版
マーベル・シネマティック・ユニバース（MCU）では、ヴィン・ディーゼルがグルートの声優と一部のモーションキャプチャを務める。
MCUでは、『ガーディアンズ・オブ・ギャラクシー』に登場した先代グルートと、『ガーディアンズ・オブ・ギャラクシー:リミックス』以降の作品に登場する現代のグルートの双方が存在する。日本語吹替は遠藤憲一が担当。

### キャラクター像
双方のグルートは別々の個体であるものの、「（それぞれの一人称）はグルート」としか喋れず、他者へ情報を抑揚・リズム・身振りで伝達する、身体の幹はスギとシナモンの香りがする、服を着ることを嫌う、他者からの指示を聞いて理解することが苦手である、足で水たまりから水分を吸収することができるなど、共通点も多い。
グルート（先代）
“タルニーア”出身の“フローラ・コロッサス”である木のヒューマノイド。自身の身体から生えた芽や、街の噴水を口にしたり、眠っていても金銭絡みの話を耳にすると、すぐに目覚めるなど変わり者で、社会規範に従うことも嫌い、親友兼相棒のロケットと同様に前科も非常に多いが、“キルン刑務所”でピーター・クイル/スター・ロードに言いがかりをつけてきた囚人を痛めつけて黙らせ、彼を救うなど純粋で心優しく、仲間思いである。
グルート（現代）
惑星“ザンダー”での戦いの後に、先代の破片の小枝から誕生した新たなグルート。クローンであるが、先代の知識や記憶は持っていない。幼少期には、“ベビー・グルート（Baby Groot）”の名称も存在した。
惑星“ソヴリン”での戦いの頃には身長25cmに成長して、2足歩行もできるようになったが、知性も身体と同じくらい幼くなり、音楽やダンスとお菓子が大好きで、一人遊びに夢中になってしまい、すぐに癇癪も起こしてしまうなど非常に子どもらしい気質である。そのため仲間たちからは可愛がられているが、帽子も嫌いという一面がある。
思春期相当の姿に成長すると一人称が「ボク」から「オレ」へと変化し、身体から伸びた枝の始末も自分でせず、ゲームに没頭するなど、幼少期から一転して内向的で典型的な反抗期の少年そのものとなり、引きこもりのような生活を送って、皆から非難されることも増えてしまっている。

### 能力
先代と現代双方共に、捻れた蔓が合わさった四肢は伸縮自在で、一部を欠損してもある程度の時間で元どおりに自然再生可能。枝を成長させ触手や防護壁として利用でき、並の銃弾は防げる程の強度を持つ。
戦闘ではこれらの特殊能力を主軸とし、伸ばした四肢で敵を叩く・貫くなどパワー・防御に長けた攻撃を行う。また、先代は掌から発光する種子を無数に放つ能力と、全身の蔓をまるごと伸張させる能力も披露したが、後者は自らを死に至らしめてしまうリスクを有している。

### 各作品での活躍
『ガーディアンズ・オブ・ギャラクシー』
本作でMCU初登場。
ロケットと共に賞金稼ぎコンビとして宇宙を旅していたある日、ザンダーで賞金首となったクイルを捕獲しようと行動するが、居あわせたガモーラとも三つ巴の騒動を起こしたことで、キルン刑務所に収監されてしまう。
だが“オーブ”を売って得た大金の山分けを条件に、クイルやガモーラたちと手を組み、別の罪状で収監されていたドラックスも同伴させてキルン刑務所の脱獄に成功。採掘コロニーの“ノーウェア”でタニリーア・ティヴァン/コレクターにオーブを売り払おうとするが、オーブの中身であった“パワー・ストーン”の暴発で売却に失敗し、オーブをロナン・ジ・アキューザーらに奪われると、ロナンに敗れたドラックスを救い、クイルたちと力を合わせることを決意して“ガーディアンズ・オブ・ギャラクシー”の一員になる。
ザンダーでロナンとの決戦のために突入した“ダーク・アスター”が墜落し始めると、クイルたちを守るために、自らの生命力を振り絞って、伸長した身体で皆を包み込み、「私たちはグルート」と声をかけた。その結果、ダーク・アスター墜落後にクイルたち全員は助かったが、自らは一本の苗木を残して粉々になった。
しかしロナン撃破後、クイルたちによって苗木は植木鉢に植えられ、“ミラノ号”内で新たなグルートが誕生する兆候が描写される。
『ガーディアンズ・オブ・ギャラクシー:リミックス』
本作では、仲間たちからは幼いため戦闘に参加せずに控えているよう求められているも、これには不満も抱いており、その鬱憤を晴らすかのように、ソヴリンでは“オルローニ”などに八つ当たりする様子も見せる。
惑星“ベアハート”では、ロケットと共に大破したミラノ号の留守番をしている際に、捕縛していたネビュラに騙されて彼女を解放してしまった挙句に追って来た“ラヴェジャーズ”に確保される。その後「マスコット」と呼ばれて酒を浴びせられるなど、ぞんざいに扱われながらも、クラグリン・オブフォンテリと共にロケットとヨンドゥ・ウドンタの解放に一役買い、彼らと共にラヴェジャーズを討伐した。
“エゴの星”に到着すると、その小柄な体格を活かして時限爆弾をエゴの核へ仕掛ける役目をロケットから託され、ロケットからの指示を誤解し、エゴの猛威に晒されながらも、爆弾をエゴの核へ仕掛け、エゴの撃破に貢献。事後にヨンドゥの葬儀にも参加する。
『アベンジャーズ/インフィニティ・ウォー』
本作では常にゲームに熱中していて、周りで起きている出来事に無関心な態度をとる。
ガーディアンズに救出されたソーが、サノス打倒のために惑星“ニダベリア”へ赴くことを決めると、ロケットと共にソーに同行。ニダベリアに着くと、ソーやロケットの捨て身の行動を目にし、自身の片腕の一部を武器の柄として提供して“ストームブレイカー”の完成に貢献する。
そこから間も無くソー、ロケットと共に地球の“ワカンダ”に降り立ち、サノスの群勢相手に活躍するが、後に現れたサノスには全く太刀打ちできずに、サノスが引き起こした“デシメーション”によって塵と化して消滅してしまう。
『アベンジャーズ/エンドゲーム』
本作ではデシメーションから5年もの間消滅したままだったが、“アベンジャーズ”の尽力により復活し、クライマックスにおける2014年からタイムトラベルしてきたサノスの群勢との決戦の際に、ワカンダと繋がったゲートウェイから、バッキー・バーンズ/ウィンター・ソルジャーやワカンダ軍と共に戦地となった“アベンジャーズ・コンパウンド”跡地に登場。大乱闘の中、サノスが“サンクチュアリII”に戦地を爆撃させていたところにロケットと再会すると、その直後に戦地の上空に駆けつけてサンクチュアリIIに特攻し大破させたキャロル・ダンヴァース/キャプテン・マーベルに驚く様子も見せた。
トニー・スターク/アイアンマンによってサノスの群勢が消滅し、戦いが終わると、ガモーラ以外のガーディアンズの仲間たちやネビュラと共にトニーの葬儀に参列する。その後、地球から旅立つ前に“ベネター号”内でゲーム機を手にしながらも、張り合いかけるクイルとソーに直接対決するように仲間たちと囃し立てる。
『ソー：ラブ&サンダー』
本作ではガーディアンズの一員としてソーと共闘する場面が描かれている。
『アイ・アム・グルート』
本作ではベビー・グルートが主人公となっている。
『ガーディアンズ・オブ・ギャラクシー ホリデー・スペシャル』

『ガーディアンズ・オブ・ギャラクシー:VOLUME 3』
本作では今までよりかなり成長している。

## 他のメディア

### 映画
- 2018年のアニメ映画『シュガー・ラッシュ:オンライン』にてベビー・グルートが登場した。声優はMCU版と同じくヴィン・ディーゼル、日本語吹替も同じく遠藤憲一が務めた。

### テレビ
- テレビアニメ『アベンジャーズ 地球最強のヒーロー』の第1シーズン第6話「Michael Korvac」でグルートが登場した[16]。声優はトロイ・ベイカーが務めた。

- テレビアニメ『アルティメット・スパイダーマン』の第2シーズン第18話「Guardians of the Galaxy」ではマイケル・クラーク・ダンカンがグルートの声優を務めた[17]。

- テレビアニメ『Avengers Assemble』の第1シーズン第22話「Guardians and Spaceknights」ではケビン・マイケル・リチャードソンがグルートの声優を務めた[18]。

- テレビアニメ『Hulk and the Agents of S.M.A.S.H.』の第1シーズン第26話「It's a Wonderful Smash」ではケビン・マイケル・リチャードソンがグルートの声優を務めた[19]。

### テレビゲーム
- 『LEGO マーベル スーパー・ヒーローズ ザ・ゲーム』ではトロイ・ベイカーがグルートの声を務めた[20]。
- 『Disney Infinity: Marvel Super Heroes』でグルートが登場予定である。
- 『マーベル VS. カプコン:インフィニット』ではケビン・マイケル・リチャードソンが声を務めた。